# Gymnophora forcipis
Gymnophora forcipis är en tvåvingeart som beskrevs av Brown 1987. Gymnophora forcipis ingår i släktet Gymnophora och familjen puckelflugor. Inga underarter finns listade i Catalogue of Life.